# Apple I
Apple I (Відомий також, як Apple-1) — один з перших персональних комп'ютерів, розроблений Стівом Возняком для особистого використання. Його приятель Стів Джобс запропонував продавати комп'ютер. Таким чином в квітні 1976 року Apple I був презентований в Клубі саморобних комп'ютерів в Пало-Альто, Каліфорнія.
В продаж комп'ютер вийшов в липні 1976 за ціною 666,66 доларів. Розповідають, що в місцевому магазині він продавався за 500 доларів, до яких додавалась націнка, що становила третину від даної суми. Причиною такого рішення було те, що Стів Возняк любив числа з однаковими цифрами.
Було продано близько 200 екземплярів. На відміну від інших аматорських комп'ютерів того часу, які продавалися у вигляді комплектів для збирання, Apple I був повністю зібраний на платі, що містила на собі близько 30 мікросхем. Тим не менш, для того, щоб отримати робочий комп'ютер, користувач мав додати до нього корпус, джерело живлення, клавіатуру і дисплей. Пізніше була випущена плата для зв'язку з касетним магнітофоном для зберігання даних, яка продавалася за ціною 75 доларів.

## Колекційний предмет
Станом на 2013 рік, принаймні 63 комп'ютерів Apple I ще існували. З них, тільки шість у робочому стані.
- 30 травня 2015 року жінка здала оригінальний Apple I у центр по переробці та утилізації сміття. Комп'ютер був проданий колекціонеру за 200 тисяч доларів США.[5]